# Шодуари

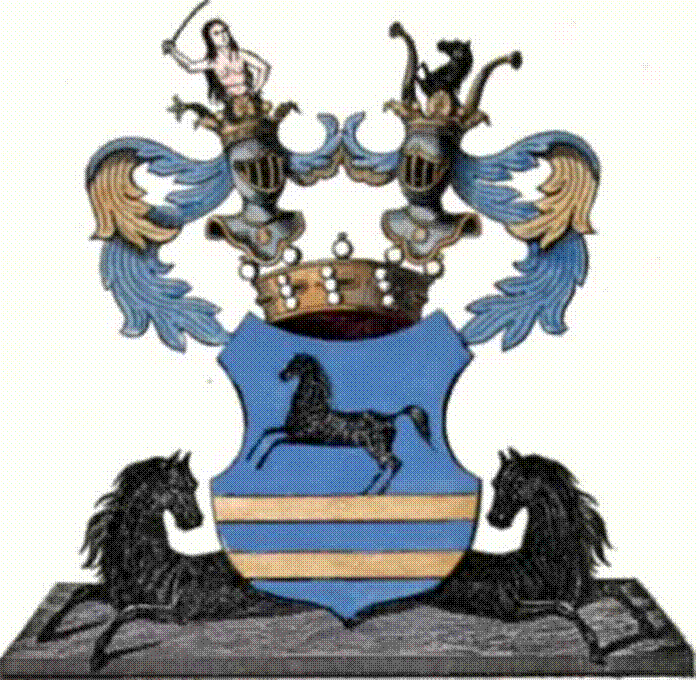
Герб роду Шодуар

Вважається, що історичні корені родини де Шодуа́рів (фр. de Chaudoir) фамільного герба «Шодуар» походять із Франції. 
Один з перших відомих представників роду Шодуарів — Ян Йозеф.
Відомо, що наприкінці 70-х рр. XVIII ст. заможний купець Ян Йозеф Шодуар переїхав із Франції до Варшави, де йому належала кам'яниця, яку він збудував власним коштом за проектом Симона Богумила Амадея Зугі (1733-1807), придворного архітектора короля Августа III.
26 січня 1795 р. Я. Й. Шодуар прийняв російське підданство і згадується в літературі як купець першої гільдії. 
У 1814 р. Я. Й. Шодуар разом із нащадками отримав баронський титул від Максиміліана І, короля Баварії. Згодом, у 1804 р. він переїхав разом із родиною на Волинь, де, продовжуючи займатися торгівлею, мешкав у Бердичеві, а пізніше - у власному маєтку в містечку Івниця. 29 листопада 1819 р. та 22 лютого 1820 р. Я. Й. Шодуар та його син Станіслав були нобілітовані російським царем Олександром І. Підтвердження ж баронського титулу в Російської імперії Шодуари отримали лише 1827 р.
Родина Шодуарів, розквіт якої припадає на XIX ст., відома як власниця однієї з найзначніших колекцій старожитностей у Європі та власного музею в Івниці Житомирської губернії. 
Її архів складається з документів таких людей: 
- Яна Йозефа (1746 - 1839),
- Антуана (1749 - 1824),
- Станислава Яновича (Івановича) (1790 - 1858),
- Максиміліана Станіславовича (1816 - 1881),
- Івана Максиміліановича (1859 - 1919).
- Люсі Йоганнівни (невідомо).